# Italia en el Festival de la Canción de Eurovisión 2018
Italia participó en el LXIII Festival de la Canción de Eurovisión, celebrado en Lisboa, Portugal del 8 al 12 de mayo del 2018, tras la victoria de Salvador Sobral con la canción "Amar pelos dois". Italia decidió mantener el sistema de elección de los últimos años, con el cual la RAI invita al ganador del prestigioso Festival de San Remo a representar al país dentro del festival de Eurovisión. El festival celebrado del 6 al 10 de febrero de 2018, dio como ganador al dueto conformado por Ermal Meta y Fabrizio Moro, y la canción "Non mi avete fatto niente", compuesta por ambos y Andrea Febo. El dúo fue confirmado poco después de la realización de la final de San Remo como el participante italiano en Eurovisión.    

## Historia de Italia en el Festival
Italia es uno de los países fundadores del festival, debutando en 1956. Desde entonces el país ha concursado en 43 ocasiones, siendo uno de los países más exitosos del concurso, posicionándose hasta 31 veces dentro de los mejores 10 de la competencia. Italia ha logrado vencer en dos ocasiones el festival: la primera, en 1964, con Gigliola Cinquetti y la canción "Non ho l'età". La segunda vez sucedió en 1990, gracias a la canción "Insieme: 1992" de Toto Cutugno. Recientemente, el país se ausentó durante un gran periodo de tiempo del festival, desde 1998, hasta 2011, sin embargo, desde su regreso se ha convertido en uno de los países con los mejores resultados en los últimos años, posicionándose en 5 ocasiones dentro del Top 10 en las últimas 7 ediciones.
En 2017, el ganador de San Remo, Francesco Gabbani, terminaron en 6° posición con 334 puntos en la gran final, con el tema "Occidentali's Karma".

## Representante para Eurovisión

### Festival de San Remo 2018
El Festival de San Remo de 2018, fue la 68° edición del prestigioso festival italiano. Italia confirmó su participación en el Festival de Eurovisión 2018 en mayo de 2017. Italia confirmó el mismo método utilizado en los años previos, con el cual la RAI invita al ganador de la sección Campioni del Festival de San Remo a participar también en el Festival de Eurovisión. En el caso de una negativa (como la ocurrida el 2016), la RAI podrá invitar a otro artista. La competencia tuvo lugar del 6 al 10 de febrero de 2018, con la participación de 20 intérpretes.
La final del festival, tuvo lugar el 10 de febrero, con la realización de 2 rondas. En la primera, los 20 finalistas interpretaron sus canciones, siendo sometidos a votación, compuesta por un panel de un jurado experto (20%), la votación de la sala de prensa (30%) y la votación del público (50%). 3 artistas fueron seleccionados para la segunda ronda: Annalisa, Ermal Meta & Fabrizio Moro y Lo Stato Sociale. En la segunda ronda, los 3 cantantes se sometieron a una votación a partes iguales entre el jurado experto y el público, siendo declarados ganadores los favoritos Ermal Meta & Fabrizio Moro con la canción "Non mi avete fatto niente", tras obtener una media de 44.66% de los votos. Esa misma noche, el dúo aceptó la invitación de la RAI, con lo cual se convirtieron en los 44° representantes italianos en el festival eurovisivo.
| N.º | Artista                    | Canción                     | Jurado | Televoto | Lugar | Media  |
| --- | -------------------------- | --------------------------- | ------ | -------- | ----- | ------ |
| 1   | Annalisa                   | «Il mondo prima di te»      | 23.69% | 23.49%   | 3     | 26.94% |
| 2   | Lo Stato Sociale           | «Una vita in vacanza»       | 38.00% | 22.10%   | 2     | 28.40% |
| 3   | Ermal Meta y Fabrizio Moro | «Non mi avete fatto niente» | 38.31% | 54.41%   | 1     | 44.66% |

## En Eurovisión
Italia, al ser uno de los países pertenecientes al Big Five, se clasificó automáticamente a la final del 18 de mayo, junto a la anfitriona Israel, y el resto del Big Five: Alemania, España, Francia y el Reino Unido. El sorteo realizado el 29 de enero de 2018, determinó que el país, tendría que transmitir y votar en la segunda semifinal.
Los comentarios para Italia corrieron por parte de Carolina Di Domenico y Saverio Raimondo en las semifinales, mientras que Serena Rossi y Federico Russo transmitieron la gran final para televisión y Carolina Di Domenico junto a Ema Stokholma en radio. La portavoz de la votación del jurado profesional italiano fue Giulia Valentina Palermo.

### Final

#### Votación otorgada a Italia

##### Final
| Jurado                                              | Jurado                                               | Jurado                                                | Jurado                                                | Jurado                                                                                            |
| 12 puntos                                           | 10 puntos                                            | 8 puntos                                              | 7 puntos                                              | 6 puntos                                                                                          |
| --------------------------------------------------- | ---------------------------------------------------- | ----------------------------------------------------- | ----------------------------------------------------- | ------------------------------------------------------------------------------------------------- |
| - Albania                                           | - Malta                                              | - Chipre - Serbia                                     |                                                       |                                                                                                   |
| 5 puntos                                            | 4 puntos                                             | 3 puntos                                              | 2 puntos                                              | 1 punto                                                                                           |
|                                                     | - Finlandia - Montenegro - Portugal - San Marino     | - España                                              |                                                       | - Grecia - Rusia                                                                                  |
| Televoto                                            |                                                      |                                                       |                                                       |                                                                                                   |
| 12 puntos                                           | 10 puntos                                            | 8 puntos                                              | 7 puntos                                              | 6 puntos                                                                                          |
| - Albania - Alemania - Malta                        | - Austria - Croacia - Eslovenia - Francia - Portugal | - Grecia - Moldavia - Montenegro - San Marino - Suiza | - Chipre - España - Estonia - Lituania - Países Bajos | - Bélgica - Bulgaria - Finlandia - Hungría - Letonia - Macedonia (ARY) - Rumania - Rusia - Serbia |
| 5 puntos                                            | 4 puntos                                             | 3 puntos                                              | 2 puntos                                              | 1 punto                                                                                           |
| - Azerbaiyán - Georgia - Israel - Polonia - Ucrania | - Bielorrusia                                        | - Armenia                                             | - República Checa                                     |                                                                                                   |

#### Votación dada por Italia
| Puntos    | Jurado       | Televoto  |
| --------- | ------------ | --------- |
| 12 puntos | Noruega      | Rumania   |
| 10 puntos | Dinamarca    | Moldavia  |
| 8 puntos  | Malta        | Ucrania   |
| 7 puntos  | Australia    | Dinamarca |
| 6 puntos  | Suecia       | Hungría   |
| 5 puntos  | San Marino   | Eslovenia |
| 4 puntos  | Moldavia     | Serbia    |
| 3 puntos  | Países Bajos | Polonia   |
| 2 puntos  | Eslovenia    | Rusia     |
| 1 punto   | Serbia       | Noruega   |

| Puntos    | Jurado      | Televoto  |
| --------- | ----------- | --------- |
| 12 puntos | Noruega     | Albania   |
| 10 puntos | Alemania    | Moldavia  |
| 8 puntos  | Dinamarca   | Ucrania   |
| 7 puntos  | Austria     | Israel    |
| 6 puntos  | Reino Unido | Estonia   |
| 5 puntos  | Irlanda     | Chipre    |
| 4 puntos  | Estonia     | Dinamarca |
| 3 puntos  | Chipre      | Alemania  |
| 2 puntos  | Israel      | Hungría   |
| 1 punto   | Suecia      | Serbia    |

##### Desglose
El jurado italiano fue conformado por:
- Silvia Gavarotti – presidenta del jurado – cantante
- Antonella Nesi – periodista
- Sandro Comini – conductor
- Matteo Catalano – autor
- Barbara Mosconi – periodista

| Semifinal 2 | Semifinal 2  | Semifinal 2 | Semifinal 2 | Semifinal 2  | Semifinal 2 | Semifinal 2 | Semifinal 2 | Semifinal 2 | Semifinal 2 | Semifinal 2 |
| N.º         | País         | Jurado      | Jurado      | Jurado       | Jurado      | Jurado      | Jurado      | Jurado      | Televoto    | Televoto    |
| N.º         | País         | A. Nesi     | S. Comini   | S. Gavarotti | M. Catalano | B. Mosconi  | Ranking     | Puntos      | Ranking     | Puntos      |
| ----------- | ------------ | ----------- | ----------- | ------------ | ----------- | ----------- | ----------- | ----------- | ----------- | ----------- |
| 01          | Noruega      | 1           | 3           | 2            | 1           | 2           | 1           | 12          | 10          | 1           |
| 02          | Rumania      | 12          | 11          | 14           | 17          | 13          | 16          |             | 1           | 12          |
| 03          | Serbia       | 13          | 9           | 6            | 14          | 7           | 10          | 1           | 7           | 4           |
| 04          | San Marino   | 5           | 6           | 9            | 3           | 11          | 6           | 5           | 15          |             |
| 05          | Dinamarca    | 2           | 1           | 1            | 4           | 3           | 2           | 10          | 4           | 7           |
| 06          | Rusia        | 6           | 12          | 12           | 18          | 18          | 14          |             | 9           | 2           |
| 07          | Moldavia     | 3           | 10          | 5            | 8           | 17          | 7           | 4           | 2           | 10          |
| 08          | Países Bajos | 14          | 18          | 4            | 12          | 4           | 8           | 3           | 11          |             |
| 09          | Australia    | 7           | 2           | 8            | 6           | 5           | 4           | 7           | 12          |             |
| 10          | Georgia      | 15          | 7           | 7            | 11          | 9           | 11          |             | 17          |             |
| 11          | Polonia      | 11          | 17          | 10           | 15          | 6           | 12          |             | 8           | 3           |
| 12          | Malta        | 8           | 4           | 3            | 2           | 8           | 3           | 8           | 13          |             |
| 13          | Hungría      | 9           | 15          | 18           | 10          | 10          | 15          |             | 5           | 6           |
| 14          | Letonia      | 16          | 8           | 13           | 7           | 14          | 13          |             | 16          |             |
| 15          | Suecia       | 4           | 13          | 15           | 9           | 1           | 5           | 6           | 14          |             |
| 16          | Montenegro   | 18          | 16          | 17           | 13          | 16          | 18          |             | 18          |             |
| 17          | Eslovenia    | 17          | 5           | 11           | 5           | 12          | 9           | 2           | 6           | 5           |
| 18          | Ucrania      | 10          | 14          | 16           | 16          | 15          | 17          |             | 3           | 8           |

| Final | Final           | Final                      | Final                      | Final                      | Final                      | Final                      | Final                      | Final                      | Final                      | Final                      |
| N.º   | País            | Jurado                     | Jurado                     | Jurado                     | Jurado                     | Jurado                     | Jurado                     | Jurado                     | Televoto                   | Televoto                   |
| N.º   | País            | A. Nesi                    | S. Comini                  | S. Gavarotti               | M. Catalano                | B. Mosconi                 | Ranking                    | Puntos                     | Ranking                    | Puntos                     |
| ----- | --------------- | -------------------------- | -------------------------- | -------------------------- | -------------------------- | -------------------------- | -------------------------- | -------------------------- | -------------------------- | -------------------------- |
| 01    | Ucrania         | 24                         | 24                         | 20                         | 25                         | 24                         | 25                         |                            | 3                          | 8                          |
| 02    | España          | 16                         | 17                         | 10                         | 13                         | 12                         | 16                         |                            | 17                         |                            |
| 03    | Eslovenia       | 23                         | 18                         | 21                         | 22                         | 23                         | 24                         |                            | 22                         |                            |
| 04    | Lituania        | 9                          | 15                         | 9                          | 15                         | 15                         | 14                         |                            | 13                         |                            |
| 05    | Austria         | 22                         | 10                         | 3                          | 1                          | 6                          | 4                          | 7                          | 15                         |                            |
| 06    | Estonia         | 11                         | 2                          | 4                          | 16                         | 22                         | 7                          | 4                          | 5                          | 6                          |
| 07    | Noruega         | 2                          | 3                          | 2                          | 3                          | 3                          | 1                          | 12                         | 19                         |                            |
| 08    | Portugal        | 21                         | 21                         | 23                         | 14                         | 21                         | 23                         |                            | 25                         |                            |
| 09    | Reino Unido     | 10                         | 9                          | 5                          | 2                          | 4                          | 5                          | 6                          | 21                         |                            |
| 10    | Serbia          | 20                         | 13                         | 15                         | 23                         | 18                         | 19                         |                            | 10                         | 1                          |
| 11    | Alemania        | 1                          | 7                          | 16                         | 4                          | 1                          | 2                          | 10                         | 8                          | 3                          |
| 12    | Albania         | 19                         | 12                         | 6                          | 17                         | 25                         | 15                         |                            | 1                          | 12                         |
| 13    | Francia         | 4                          | 16                         | 17                         | 6                          | 7                          | 11                         |                            | 16                         |                            |
| 14    | República Checa | 12                         | 20                         | 18                         | 18                         | 17                         | 18                         |                            | 12                         |                            |
| 15    | Dinamarca       | 8                          | 1                          | 1                          | 10                         | 8                          | 3                          | 8                          | 7                          | 4                          |
| 16    | Australia       | 7                          | 6                          | 19                         | 12                         | 11                         | 12                         |                            | 23                         |                            |
| 17    | Finlandia       | 15                         | 22                         | 22                         | 20                         | 13                         | 21                         |                            | 20                         |                            |
| 18    | Bulgaria        | 14                         | 23                         | 13                         | 24                         | 19                         | 20                         |                            | 11                         |                            |
| 19    | Moldavia        | 13                         | 19                         | 14                         | 11                         | 20                         | 17                         |                            | 2                          | 10                         |
| 20    | Suecia          | 5                          | 14                         | 24                         | 21                         | 2                          | 10                         | 1                          | 24                         |                            |
| 21    | Hungría         | 18                         | 25                         | 25                         | 19                         | 14                         | 22                         |                            | 9                          | 2                          |
| 22    | Israel          | 3                          | 8                          | 11                         | 9                          | 10                         | 9                          | 2                          | 4                          | 7                          |
| 23    | Países Bajos    | 17                         | 11                         | 8                          | 8                          | 9                          | 13                         |                            | 18                         |                            |
| 24    | Irlanda         | 25                         | 4                          | 7                          | 7                          | 5                          | 6                          | 5                          | 14                         |                            |
| 25    | Chipre          | 6                          | 5                          | 12                         | 5                          | 16                         | 8                          | 3                          | 6                          | 5                          |
| 26    | Italia          | -------------------------- | -------------------------- | -------------------------- | -------------------------- | -------------------------- | -------------------------- | -------------------------- | -------------------------- | -------------------------- |